# جيانغسو دراجونز
جيانغسو دراجونز (بالصينية: 江苏肯帝亚篮球俱乐部) هو فريق كرة سلة صيني تأسس في سنة 1996 يقع في جيانغسو، الصين. يلعب في الرابطة الصينية لكرة السلة.

## أبرز اللاعبين
- كريس أندرسن [1]